# Po-wang Chen
Po-wang Chen – meteoryt kamienny należący do amfoterytów, spadły w 23 października 1933 roku w chińskiej prowincji Anhui. Spadek meteorytu Po-wang Chen nastąpił około godziny 19.00 czasu lokalnego w postaci deszczu meteorytowego, któremu towarzyszyła głośna detonacja. Do dzisiaj zachowało się kilka fragmentów o łącznej masie 665 g. Meteoryt Po-wang Chen jest pierwszym z czterech meteorytów znalezionych w prowincji Anhui.